# 자동차전화

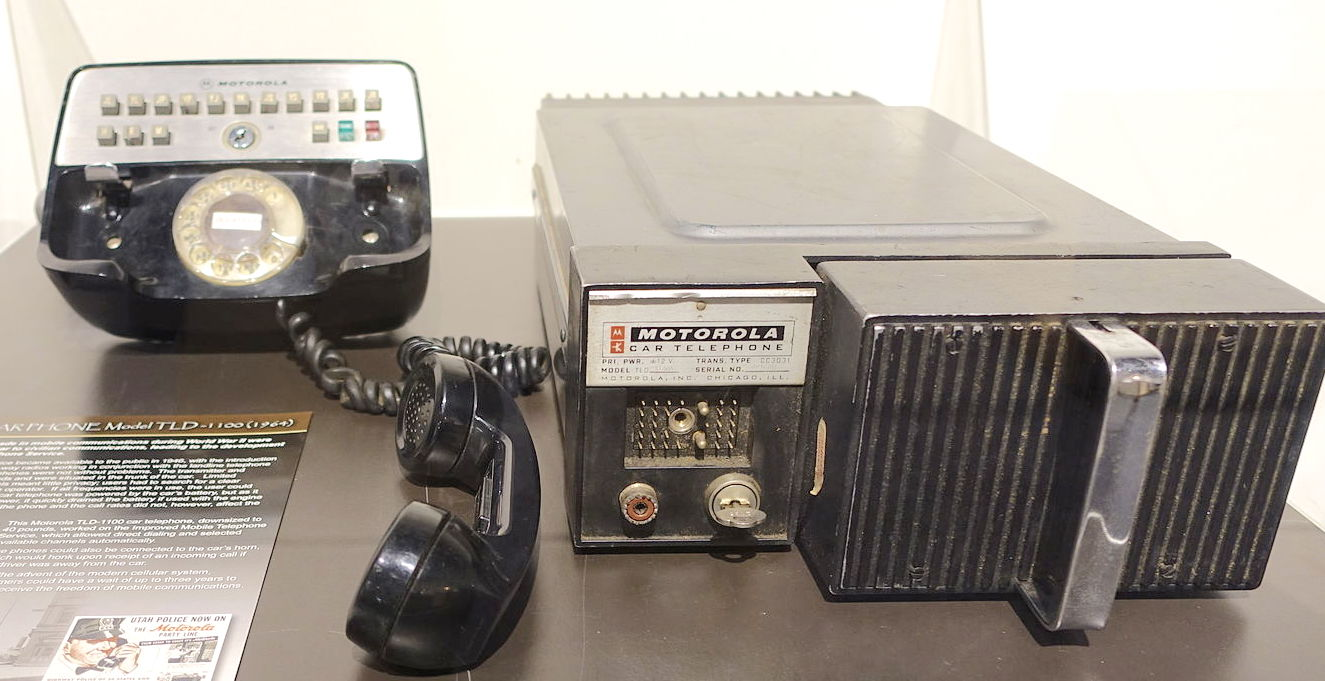

자동차전화 또는 카 폰(car phone)은 자동차에서 사용할 수 있도록 특별히 설계된 모바일 무선전화이다. 이 서비스는 벨 시스템에서 기원하였으며 1946년 6월 17일 세인트루이스에 처음 사용되었다.
첫 장비의 무게는 36킬로그램이었으며 도심지역의 모든 사용자를 위해 단지 3개 채널만 존재했다. 나중에 더 많은 사용권이 추가되면서 3개 대역에 총 32개 채널로 증가되었다. 이 서비스는 적어도 1980년대까지 북아메리카의 많은 지역에 사용되었다.